# Angina
Angina je akutno vnetje tonzil, zlasti nebnic (mandljev) in sosednje sluznice.

## Vzroki
Angina je akutno bakterijsko vnetje mandljev, ki ga po navadi povzroča betahemolitični streptokok skupine A. Redkeje povzročajo angino stafilokoki, Haemophilus influenzae ali pnevmokoki.

## Znaki
Angina se začne nenadno s povišano telesno temperaturo in bolečinami v žrelu pri požiranju. Bolečine so lahko celo tako močne, da je moteno požiranje sline. Večji otroci pogosto tožijo zaradi glavobola, mlajši pa pogosteje potožijo, da jih boli trebuh, neredko tudi bruhajo.

## Zdravljenje
Zdravilo izbora za zdravljenje streptokokne angine je penicilin v obliki tablet ali sirupa, v ustreznem odmerku, ki ga predpiše zdravnik. Zdravljenje mora trajati 10 dni. Izjemoma se odločimo za zdravljenje z depo penicilinom, ki ga prejme otrok v mišico, zadošča že en odmerek. 